# Mario Desiderio
Óscar Mario Desiderio Camusso (Buenos Aires, 1º febbraio 1938) è un ex calciatore argentino, di ruolo centrocampista.

## Biografia
Nato a Buenos Aires, iniziò a giocare a calcio nella capitale per poi trasferirsi a La Plata. Fu soprannominato «Il tram» (in spagnolo El tranvía) per via dell'opera teatrale Un tram che si chiama Desiderio, in riferimento al suo cognome. Durante il suo periodo in Italia visse a Catania e a Roma; dopo essere tornato per sei mesi a La Plata si trasferì in Cile. Si è poi stabilito in Colombia, a Cali, dove lavora come tecnico nella scuola calcio Carlos Sarmiento Lora.

## Caratteristiche tecniche
Era un centrocampista offensivo con buone capacità realizzative e dotato nel dribbling.

## Carriera

### Club
Cresciuto nel settore giovanile dell'Estudiantes, esordì in prima squadra, giocando alcuni incontri nella Primera División argentina. Grazie alle sue positive prestazioni durante i tornei Pre-Olimpico e olimpico di calcio del 1960 fu notato e acquistato dal Catania, squadra italiana. La sua prima stagione in Serie A fu la 1960-61: esordì il 15 gennaio 1961 contro il Padova. Nel corso della sua prima annata fu impiegato in 7 occasioni, e non segnò alcuna rete. Rimase in rosa anche nel 1961-62, campionato in cui segnò il suo primo e unico gol italiano, contro il Mantova il 15 aprile 1962. Lasciò poi il Catania per la Lazio, anche a causa dell'oneroso ingaggio, che la società siciliana non era in grado di sostenere: tuttavia, con la formazione bianco-celeste non giocò alcun incontro ufficiale, limitandosi ad alcune apparizioni in amichevoli estive, non essendo stato tesserato dal club romano. Dopo un fugace ritorno in Argentina si trasferì in Cile, all'O'Higgins, con cui rimase per tre stagioni. Messosi in luce per le sue prestazioni, giocò anche per il Colo-Colo, benché in prestito dall'O'Higgins e solo in àmbito internazionale (2 presenze). Con la maglia dell'O'Higgins segnò 45 gol. Terminato il periodo in Cile si trasferì in Colombia, per volere di Alex Gorayeb, presidente del Deportivo Cali, che lo acquistò per il suo club. Giunto al Deportivo Cali divenne uno dei principali elementi della rosa, disputando 6 campionati e vincendone 4. La sua prima stagione in Colombia fu quella del 1967: terminò il torneo con 48 presenze e 13 gol; alla sua seconda annata realizzò 4 reti in 35 partite, mentre nella terza mise a referto 46 incontri e 4 gol. Dopo 9 segnature nelle 37 presenze del campionato 1970, Desiderio lasciò il Deportivo Cali: passò all'Oro Negro di Medellín, con cui disputò il campionato 1971. Si ritirò nel 1973, dopo aver giocato una stagione con l'Unión Magdalena.

### Nazionale
Mario Desiderio fu membro della Nazionale olimpica argentina per due competizioni internazionali: il Torneo Pre-Olimpico CONMEBOL 1960, svoltosi in Perù, e i Giochi di Roma 1960. Esordì in Nazionale il 16 aprile 1960 contro la Guiana Olandese, segnando 2 gol; realizzò una doppietta anche contro il Brasile il 21 aprile. A queste 4 seguirono altre due marcature, ancora una volta messe a segno in un solo incontro, con il Perù il 25 aprile. L'ultima presenza contro il Messico chiuse il Pre-Olimpico di Desiderio: il centrocampista ottenne dunque 4 presenze con 6 gol, i quali lo resero il miglior realizzatore dell'Argentina. Guadagnata la qualificazione ai Giochi di Roma, Desiderio scese in campo per due volte durante la fase finale, contro Danimarca e Tunisia.

## Palmarès

### Club

#### Competizioni nazionali
- Campionato colombiano: 4

Deportivo Cali: 1965, 1967, 1969, 1970